# Utrata

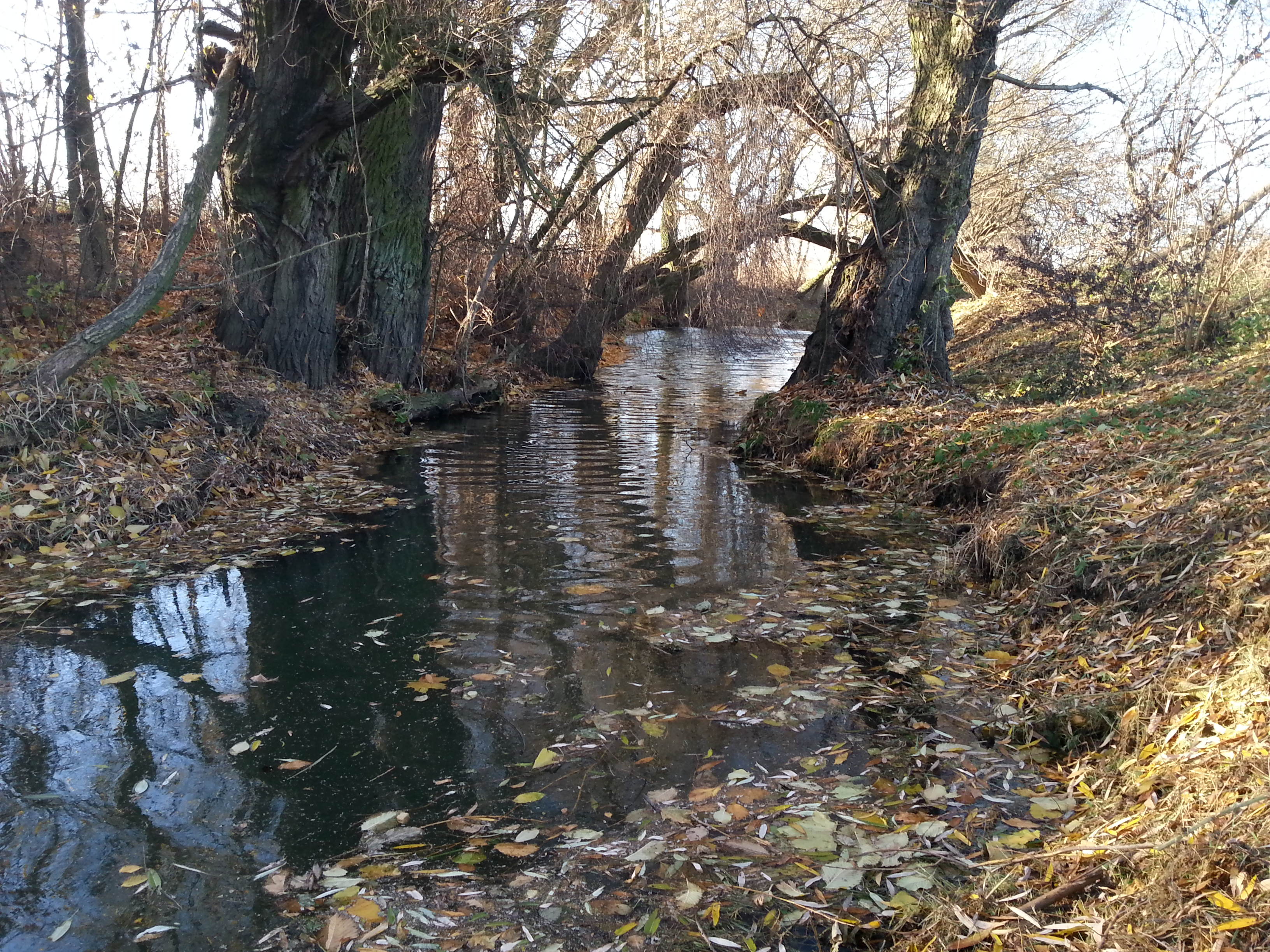
Utrata w Pęcicach

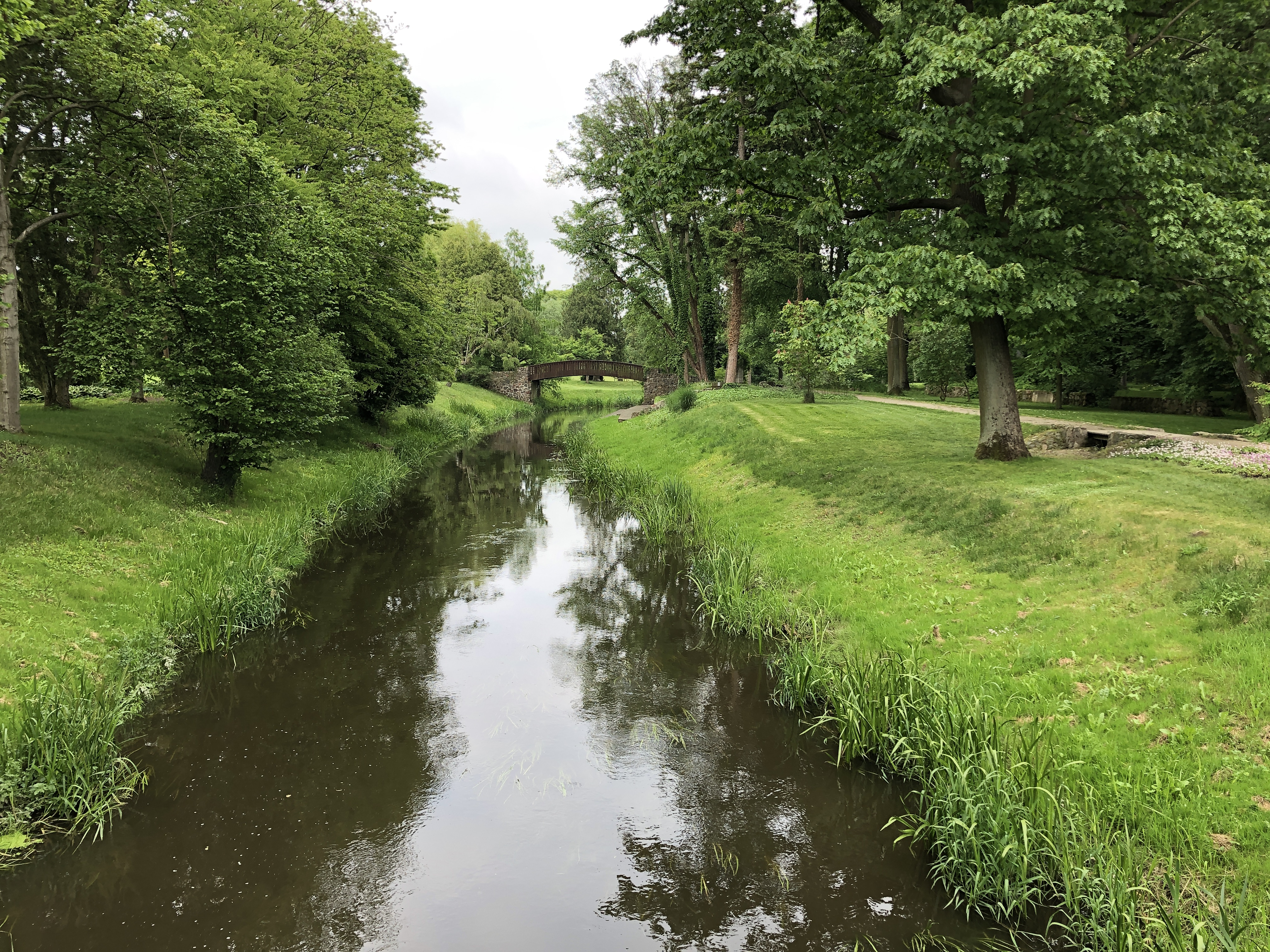
Utrata na terenie parku krajobrazowego muzeum biograficznego Fryderyka Chopina w Żelazowej Woli

Utrata – rzeka w województwie mazowieckim na Równinie Łowicko-Błońskiej, prawy dopływ Bzury. Ma około 76,5 km długości oraz powierzchnię dorzecza 792 km². Źródłami Utraty są dwie nikłe strugi na wysokości 160 m nad poziomem morza w okolicach Ojrzanowa (źródła w dolinie wsi Ojrzanów-Towarzystwo, Lisówek i Zaręby g. Żabia Wola). Ujście znajduje się na wysokości 69 m nad poziomem morza. 
Nad rzeką rozegrała się bitwa pod Raszynem.

## Etymologia
Pierwotną formą nazwy jest Nrowa. W takiej formie występuje już w najstarszych zapisach w XV wieku oraz we wszystkich późniejszych dokumentach i mapach aż do końca XIX wieku. W Słowniku geograficznym Królestwa Polskiego i innych krajów słowiańskich nazwa Utrata pojawia się dopiero w suplemencie (tom XV) z roku 1902 i odsyła do hasła Mrowa z roku 1885 w tomie  VI.
Nie jest znana rodzima (słowiańska) etymologia tej nazwy, jest to więc nazwa przedsłowiańska. Zapewne oparta na praindoeuropejskim rdzeniu *neur- oznaczającym wodę.
Forma Mrowa jest późniejsza i jest uproszczeniem i ułatwieniem wymowy tej nazwy (obca w języku polskim nagłosowa grupa Nr-).
Forma Nrowa (Rnowa, Wrnowa, Mrowa i inne podobne) występują jeszcze w końcu XIX wieku.
Nie wiadomo w jaki sposób pierwotną nazwę zastąpiła nazwa Utrata, która jest nazwą karczmy położonej nad niniejszą rzeką w miejscu jej przecięcia z trasą Warszawa – Poznań (między Starym Kopytowem a Radzikowem koło Błonia). Być może jest to powielany i przez to utrwalony błąd urzędniczy.
W najbliższej okolicy istnieją jeszcze dwie inne rzeki o nazwach tego samego pochodzenia: Mrowna koło Grodziska Mazowieckiego oraz Mrówka (dopływ Nrowy) zaczynający się pod Nadarzynem, Drna – strumień przepływający w czasach historycznych przez Nowe Miasto w Warszawie. W innych okolicach kraju istnieją rzeki; Ner, Nur, Nurzec, Myrawa, Mroga, Mrowla i kilka Mrówek, których nazwy wywodzą się z tej samej podstawy językowej.
Utrata jest jedną z najbardziej zanieczyszczonych rzek w województwie mazowieckim (m.in. odcieki z Góry Żbikowskiej).

## Miejscowości nad Utratą
Miejscowości nad Utratą:
- Ojrzanów-Towarzystwo
- Ojrzanów
- Walendów
- Nadarzyn
- Krakowiany
- Wola Krakowiańska
- Mroków
- Komorów
- Pruszków
- Błonie
- Sochaczew
- Żelazowa Wola

## Dopływy
Dopływy:
- (P) Korytnica
- (L) Teresinka
- (L) Rokitnica
  - (L) Mrowna
  - (L) Rokicianka
  - (L) Zimna Woda
- (P) Żbikówka
- (P) Regułka
- (P) Raszynka